# What Comes After

«Lo que Viene Después» —título original en inglés: «What Comes After»— es el quinto episodio de la novena temporada de la serie de televisión posapocalíptica, horror The Walking Dead. En el guion estuvo cargo Matt Negrete y Scott Gimple y por otra parte Greg Nicotero dirigió el episodio, que salió al aire en el canal AMC el 4 de noviembre de 2018. Fox hará lo propio en España e Hispanoamérica el día siguiente, respectivamente.
Este episodio marcó los regresos y a su vez salidas de varios actores principales de temporadas anteriores Jon Bernthal (Shane Walsh), Scott Wilson (Hershel Greene), Sonequa Martin-Green (Sasha Williams) quienes aparecen como invitados especiales en este episodio. También marca la aparición final de Andrew Lincoln (Rick Grimes) y Pollyanna McIntosh (Anne), debido a que sus personajes se van a un rumbo desconocido, así también marca el último episodio de esta temporada para Lauren Cohan (Maggie Greene) debido a otros compromisos de actuación. Cohan regresó al programa a fines de la segunda parte de la décima temporada y fue una promovida al elenco principal en la tercera parte de la décima temporada.

## Trama
Rick se las arregla para levantarse de la barra de refuerzo y regresar a su caballo, apenas aferrándose a la conciencia para alejar a las hordas de caminantes combinados del campo de la construcción. Al obtener suficiente ventaja, encuentra una cabaña abandonada cerca para crear vendajes improvisados, antes de conducir a las hordas hacia el campamento y el puente a medio terminar. A lo largo de todo esto, Rick cae dentro y fuera de la conciencia y tiene visiones oníricas de él tratando de encontrar a su familia, lo que incluye conversaciones con Shane y Hershel. En otra visión, camina hacia un campo lleno de los cuerpos de todos sus amigos que murieron, donde habla con Sasha, quien le recuerda que todo lo que ha hecho ha sido por el bien de todos. Sasha le dice que no encontrará a su familia porque su familia no está perdida.
Anne está tratando de llegar a un punto de encuentro planificado, y le dijo el hombre al otro lado del walkie-talkie que ella los había engañado antes. Ella les asegura que tiene la "A" que necesitan y necesitan para salir de este lugar. Maggie continúa hacia Alexandría; Michonne se entera de esto y la intercepta antes de llegar a la carceleta donde se encuentra a Negan. Maggie puede convencer a Michonne de que entregue las llaves y le diga que podrá vivir con esta decisión. Negan se burla de Maggie por su placer de matar a Glenn, pero Maggie se mantiene firme. Negan pronto comienza a rogarle que lo mate, y al pensar que es otro truco, lo saca de la celda a la luz, al ver que Negan se ha convertido en un hombre débil y desesperado, que pide ser asesinado para estar con su esposa. Maggie lo regresa a su celda y decide que ya está peor que muerto. Luego se entera de que Rick se encuentra en peligro.
Despertándose para encontrarse en el campamento ahora abandonado con los caminantes que lo cierran, Rick sigue guiándolos hacia el puente. Se tropieza poco antes del puente, pero como los caminantes están cerca de él, Michonne dirige a un gran grupo de sus aliados para eliminar a los caminantes. Michonne insta a Rick a seguir luchando, y Rick se da cuenta de que Michonne ahora es su familia. Pero esto es sólo otra visión; se encuentra solo junto al puente con la horda todavía siguiéndolo. Se levanta y continúa guiando a los caminantes a través del puente a medida que las aguas del río suben. Pero para consternación de Rick, el peso de los caminantes no es suficiente para hacer que el puente se caiga. Justo en ese momento, el grupo de Alexandria llega, matando a los caminantes cerca de Rick. A Maggie le preocupa que si los caminantes se cruzan, continuarán por Hilltop y encabeza a un grupo para que trate de dar la vuelta a la horda, pero Rick los aleja, murmurando para sí mismo que encontró a su familia. Rick ve algo de la dinamita que queda en el puente, y le dispara, destruyendo el puente y la mayor parte de la horda caminante, la horda restante continúa y cae al río. Para sus aliados, Rick parece haberse muerte en la explosión, y varios estallan en lágrimas y dolor por su pérdida, quedando una gran parte del grupo devastados.
Anne ve el humo de la explosión y charla a través de los walkie-talkies sobre la acción de Rick mientras un helicóptero aterriza cerca. Ella ve a Rick en la orilla del río, aún con vida, y le dice al piloto que tiene una "B", y convence al helicóptero para que rescate a Rick. Ella y Rick están alejados en helicóptero.
Han pasado seis años, y un pequeño grupo de sobrevivientes, Magna, Connie, Kelly, Yumiko y Luke están tratando de contener a una horda de caminantes cuando unos pocos son disparados desde un bosque cercano y los llaman para protegerse. Encuentran que ya han rescatado a una joven preadolescente, Judith.

## Producción
Este episodio marca la última aparición de Andrew Lincoln (Rick Grimes), así como Pollyanna McIntosh (Jadis/Anne). Se confirmó que ambos actores tomaron parte en una serie de tres películas de AMC Original para continuar la historia de Rick, y la producción será la primera en comenzar en 2019. Lincoln había estado trabajando con Scott Gimple, el exproductor y actual gerente del contenido propietario de todo el programa de The Walking Dead, sobre cómo la historia de Rick podría continuar para algún tiempo Habían establecido desde el principio que necesitaba involucrar a Jadis y al helicóptero, y establecieron estos elementos en temporadas anteriores para prepararse para este punto. La escritora Angela Kang también confirmó que este episodio sería el último episodio de esta temporada para Lauren Cohan como Maggie, debido a los compromisos anteriores que había hecho para el programa Whiskey Cavalier antes de firmar para la novena temporada, aunque todavía no se sabe si volverá al programa; Kang dijo que tienen historias adicionales que pueden contar con el personaje de Maggie si Cohan pudiera regresar. Para cerrar la historia de Maggie, presentaron la escena con Maggie y Negan, que tuvo lugar mucho más tarde en la serie de cómics (después de la introducción de los Susurradores). Esto les dio una forma de hacer avanzar a Maggie y más allá de su obsesión con Negan, si Cohan pudiera regresar. La cabaña que Rick detiene para descansar se inspiró en la película The Evil Dead, incluida una réplica de su  Necronomicon  sobre la mesa. El productor del episodio, Greg Nicotero, había trabajado anteriormente en Evil Dead 2.
Todas las tomas de sueños lúcidos se filmaron en un escenario de sonido en Raleigh Studios, utilizando efectos de pantalla verde para los fondos. Estas escenas debían reproducirse en el [factor del tercer hombre], trayendo personas del pasado de Rick que lo ayudarían a mantenerse en movimiento mientras luchaba con su pérdida de sangre. Esto llevó a una discusión acerca de a quién traer para estas tomas entre Kang y los escritores Scott Gimple y Matt Negrete, que necesitaban personajes que fueran esenciales para Rick. Shane, interpretado por Jon Bernthal, fue considerado esencial dado el impacto de Shane en la historia de Rick durante todo el espectáculo. Hershel interpretado por Scott Wilson fue visto como una figura paterna de Rick, y Sasha quien fue interpretada por Sonequa Martin-Green fue vista como una soldado que sabía cómo poner el cuadro más grande en primer lugar en sus prioridades. Habían considerado recuperar a otros como Steven Yeun que interpretaban a Glenn, pero hubo conflictos de programación, y la producción sintió a los tres invitados que habían trabajado más fuerte para la historia. Este terminó siendo el último papel de Wilson en la pantalla antes de su muerte; el día en que anunciaron que Bernthal, Wilson y Martin-Green volverían en papeles de invitados para este episodio durante el 2018 New York Comic Con en octubre de 2018, Wilson murió por complicaciones de la leucemia.
La escena de Rick caminando entre los cuerpos de aquellos que conocía incluye una mezcla de sus compañeros actores, dobles de personajes anteriores y muñecos para otros personajes. La escena en sí está inspirada en una de las portadas especiales para la edición #100 del cómic, donde Glenn es asesinado por Negan. Esta escena fue originalmente para hacer que algunos de los cuerpos se levanten para que sea más angustioso para Rick, incluido Negan, pero en última instancia, corte esto. Kang dijo que sentían que Shane era lo suficientemente bueno como un personaje antagónico para Rick, pero que tenía una amistad y una conexión con él, mientras que la hostilidad de Negan habría sido más directa. Las escenas finales del episodio involucraron la configuración del hospital donde Rick se despertó por primera vez en el episodio piloto "Days Gone Bye", aunque con pequeños cambios. Para continuar con la creación del arco de Rick, reutilizaron la canción "Space Junk" de Wang Chung que también apareció en "Days Gone Bye".
El episodio incluye un salto de tiempo estimado de seis años, según Kang. El episodio presenta a Cailey Fleming como una Judith mayor, así como a los miembros del grupo de Magna (Nadia Hilker), incluyendo Lauren Ridloff como Connie, Angel Theory como Kelly, Eleanor Matsuura como Yumiko y Dan Fogler como Luke, que son elementos clave relacionados con el arco de Los Susurradores en la serie de cómics.

## Recepción

### Recepción crítica
"What Comes After" recibió una gran aclamación de parte de la crítica y de la mayoría de los fanes. En el sitio IMDb el episodio tiene actualmente una calificación de 9.1/10 basada en 9.980 reseñas, siendo uno de los episodios mejor calificados de la serie. En Rotten Tomatoes, el episodio tiene un índice de aprobación del 76% según 32 revisiones, el consenso crítico dice: '''What Comes After' sirve como una despedida emocional y cruda al líder de la serie Andrew Lincoln, aunque algunos espectadores pueden encontrar que la salida ambigua de Rick Grimes es más una salida de policías que un alivio". En IGN, el episodio recibió una calificación de 8.8/10, catalogado como ''Great'', nombrando al episodio como: ''Un emocional golpe, con un entorno impactante''.
El episodio fue fuertemente destacado por los críticos en cuanto a su dirección, las actuaciones, la cinematografía, y la brillante historia del episodio.[cita requerida]
Es actualmente el episodio de The Walking Dead con mejor calificación de la temporada 9, y el que mejores puntuaciones obtiene desde 2016.[cita requerida]

### Calificaciones
"What Comes After" recibió una audiencia total de 5.41 millones con una calificación de 2.1 en adultos de 18 a 49 años. Fue el programa de cable con mejor calificación de la noche, y el episodio marcó un gran aumento en la audiencia de la semana anterior (5.09).